# Laver Cup 2023
La Copa Laver 2023, oficialment conegut com a Laver Cup 2023, és un esdeveniment de tennis masculí que enfronta un equip europeu amb un equip de la resta del món. La sisena edició del torneig es va celebrar entre el 22 i el 24 de setembre de 2023 sobre pista dura interior al Rogers Arena de Vancouver (Canadà).
L'equip mundial va guanyar el segon títol consecutiu.

## Format
Els partits disputats el primer dia estan valorats amb un punt, els del segon dia amb dos, i els del tercer dia amb tres punts. Es disputen quatre partits cada dia (tres individuals i un de dobles), de manera que hi ha un total de 24 punts disponibles i guanya el primer equip a arribi a 13 punts. Amb aquest sistema de puntuació, cap equip pot esdevenir guanyador fins a l'últim dia.

## Participants
El 2 de febrer de 2023, Félix Auger-Aliassime va ser el primer jugador a confirmar la seva participació a l'equip de la resta del món (Team World). El 17 d'abril de 2023, Taylor Fritz i Frances Tiafoe van ser els següents jugadors a anunciar la seva participació per a aquest equip, així com Nick Kyrgios el 24 d'abril, que, tanmateix, es va retirar l'11 d'agost.
El 20 d'abril de 2023, Stefanos Tsitsipas, Andrey Rublev i, el 25 d'abril, Holger Rune van ser els primers jugadors confirmats per a l'equip europeu. El 14 de juny de 2023, Casper Ruud va anunciar que també s'uniria a aquest equip.
El 23 d'agost de 2023, ambdós equips van anunciar les seves alineacions finals. Com a elecció final, el capità de l'equip d'Europa, Björn Borg, va triar a Hubert Hurkacz i Gaël Monfils, mentre que el capità de l'equip mundial, John McEnroe, va nomenar Tommy Paul, Francisco Cerúndolo i Ben Shelton. El 14 de setembre de 2023, es va anunciar que Milos Raonic s'uniria a Team World com a suplent. Poc abans de l'inici del torneig, Rune i Tsitsipas es van retirar a causa de lesions i van ser substituïts per Alejandro Davidovich Fokina i Arthur Fils.
| Equip Europa                | Equip Europa |
| --------------------------- | ------------ |
| Capità: Björn Borg          |              |
| Sotscapità: Thomas Enqvist  |              |
| Tennista                    | Ràquing      |
| Holger Rune                 | 4            |
| Stéfanos Tsitsipàs          | 5            |
| Andrei Rubliov              | 6            |
| Casper Ruud                 | 9            |
| Hubert Hurkacz              | 16           |
| Alejandro Davidovich Fokina | 25           |
| Gaël Monfils                | 35RP         |
| Arthur Fils                 | 44           |
| Jiri Lehecka                | 29           |
| Stan Wawrinka               | 40           |

| Equip Món                   | Equip Món |
| --------------------------- | --------- |
| Capità: John McEnroe        |           |
| Sotscapità: Patrick McEnroe |           |
| Tennista                    | Rànquing  |
| Taylor Fritz                | 8         |
| Frances Tiafoe              | 11        |
| Tommy Paul                  | 13        |
| Félix Auger-Aliassime       | 14        |
| Ben Shelton                 | 19        |
| Francisco Cerúndolo         | 21        |
| Nick Kyrgios                | 21RP      |
| Christopher Eubanks         | 32        |
| Milos Raonic                | 33RP      |

|  | Suplent |

* Rànquing individual a dia 19 de setembre de 2022

## Partits
| Dia | Data           | Equip Europa                    | Puntuació | Equip Món                        | Marcador         | Acumulat     |
| --- | -------------- | ------------------------------- | --------- | -------------------------------- | ---------------- | ------------ |
| 1   | 22 de setembre | Arthur Fils                     | 0 − 1     | Ben Shelton                      | 7−6(4), 6−1      | 0 − 1        |
| 1   | 22 de setembre | Alejandro Davidovich Fokina     | 0 − 1     | Francisco Cerúndolo              | 6−3, 7−5         | 0 − 2        |
| 1   | 22 de setembre | Gaël Monfils                    | 0 − 1     | Félix Auger-Aliassime            | 6−4, 6−3         | 0 − 3        |
| 1   | 22 de setembre | Arthur Fils / Andrei Rubliov    | 0 − 1     | Tommy Paul / Frances Tiafoe      | 6−3, 4−6, [10−6] | 0 − 4        |
| 2   | 23 de setembre | Andrei Rubliov                  | 0 − 2     | Taylor Fritz                     | 6−2, 7−6(3)      | 0 − 6        |
| 2   | 23 de setembre | Casper Ruud                     | 2 − 0     | Tommy Paul                       | 7−6(6), 6−2      | 2 − 6        |
| 2   | 23 de setembre | Hubert Hurkacz                  | 0 − 2     | Frances Tiafoe                   | 7−5, 6−3         | 2 − 8        |
| 2   | 23 de setembre | Hubert Hurkacz / Gaël Monfils   | 0 − 2     | F. Auger-Aliassime / Ben Shelton | 7−5, 6−4         | 2 − 10       |
| 3   | 24 de setembre | Hubert Hurkacz / Andrei Rubliov | 0 − 3     | Ben Shelton / Frances Tiafoe     | 7−4(6), 7−6(5)   | 2 − 13       |
| 3   | 24 de setembre | Casper Ruud                     | 0 − 0     | Taylor Fritz                     | no disputats     | no disputats |
| 3   | 24 de setembre | Andrei Rubliov                  | 0 − 0     | Frances Tiafoe                   | no disputats     | no disputats |
| 3   | 24 de setembre | Hubert Hurkacz                  | 0 − 0     | F. Auger-Aliassime               | no disputats     | no disputats |